# Heart Beating Hard
Heart Beating Hard è un singolo della cantante bulgara Andrea, pubblicato il 20 aprile 2018.